# Flores y fruta
[[Categoría:Cuadros de {{{3}}}]]
Flores y fruta (Fleurs et fruits) es un óleo sobre tela de 35 x 21 cm pintado por Paul Cézanne hacia 1880 y depositado en el Museo de la Orangerie de París.

## Contexto histórico y artístico
Esta pintura tiene una historia curiosa y, a la vez, misteriosa: formó parte de otra pintura que quedó sin acabar. La pintura original fue dividida en dos partes por un marchante de arte entre los años 1904 y 1914, y Paul Guillaume compró la mitad llamada Flores y fruta al galerista francés Ambroise Vollard en 1931. Muchos años después de la muerte de Paul Guillaume, su viuda Domenica, a quien le gustaba la pintura de Cézanne, compró este óleo sin saber que era la otra mitad de Flores dentro de un jarrón azul (también conservada actualmente en el Museo de la Orangerie de París). Fue el conservador Michel Hoog quien, finalmente, consiguió reconstruir la historia de estos dos lienzos en 1992.
Rewald sitúa esta obra hacia 1880, pero el modelado sucinto de las frutas, ceñidas por un contorno ligero, podría sugerir una fecha posterior o, cuando menos, indicar que el cuadro fue retomado más tarde.

## Descripción
Este bodegón es una pintura de la más alta calidad y muy próxima a Flores dentro de un jarrón azul: el mismo jarrón, las mismas flores, la misma sencillez en la composición. La escena es simple, pero muy pensada: la fruta es distribuida según su tamaño y la gama de colores va del color naranja al azul. Aquí, de nuevo, el fondo quedó inacabado.